# Вест-Сент-Модест
Вест-Сент-Модест (англ. West St. Modeste) — містечко в Канаді, у провінції Ньюфаундленд і Лабрадор.

## Населення
За даними перепису 2016 року, містечко нараховувало 111 осіб, показавши скорочення на 7,5%, порівняно з 2011-м роком. Середня густина населення становила 14,3 осіб/км².
З офіційних мов обидвома одночасно володіли 5 жителів, тільки англійською — 110.
Працездатне населення становило 53,8% усього населення, рівень безробіття — 35,7% (33,3% серед чоловіків та 33,3% серед жінок). 100% осіб були найманими працівниками, а 14,3% — самозайнятими.
16% мешканців мали закінчену шкільну освіту, не мали закінченої шкільної освіти — 40%, 48% мали післяшкільну освіту.
| Статево-вікова структура населення | Статево-вікова структура населення | Статево-вікова структура населення | Статево-вікова структура населення | Статево-вікова структура населення |
| ---------------------------------- | ---------------------------------- | ---------------------------------- | ---------------------------------- | ---------------------------------- |
|                                    |                                    |                                    |                                    |                                    |
| Всього                             | Всього                             | 45,5%54,5%                         |                                    |                                    |
| 0 — 14 років                       | 0 — 14 років                       |                                    | 9,5%                               | 9,5%                               |
| 15 — 64 років                      | 15 — 64 років                      |                                    | 61,9%                              | 61,9%                              |
| 65 і більше                        | 65 і більше                        |                                    | 28,6%                              | 28,6%                              |
| Середній вік (років)               | Середній вік (років)               | 46,950,7                           | 49,0                               | 49,0                               |
| Медіана (років)                    | Медіана (років)                    | 50,551,2                           | 50,9                               | 50,9                               |
| — чоловіки — жінки                 |                                    |                                    |                                    |                                    |

| Походження мешканців:     | Походження мешканців:     | Походження мешканців: | Походження мешканців: | Походження мешканців: |
| ------------------------- | ------------------------- | --------------------- | --------------------- | --------------------- |
| Походження                |                           |                       | осіб                  | %                     |
| Корінні американці        | Корінні американці        |                       | 10                    | 6.9%                  |
| Інше північноамериканське | Інше північноамериканське |                       | 100                   | 68.97%                |
| Європейське               | Європейське               |                       | 50                    | 34.48%                |
| британське                | британське                |                       | 50                    | 34.48%                |

| Зайнятість населення за галузями (за класифікацією NOC): | Зайнятість населення за галузями (за класифікацією NOC): | Зайнятість населення за галузями (за класифікацією NOC): | Зайнятість населення за галузями (за класифікацією NOC): | Зайнятість населення за галузями (за класифікацією NOC): |
| -------------------------------------------------------- | -------------------------------------------------------- | -------------------------------------------------------- | -------------------------------------------------------- | -------------------------------------------------------- |
|                                                          |                                                          |                                                          |                                                          |                                                          |
| Управління                                               | Управління                                               |                                                          | 18,8%                                                    | 18,8%                                                    |
| Бізнес, фінанси та адміністрування                       | Бізнес, фінанси та адміністрування                       |                                                          | 18,8%                                                    | 18,8%                                                    |
| Роздрібна торгівля та послуги                            | Роздрібна торгівля та послуги                            |                                                          | 12,5%                                                    | 12,5%                                                    |
| Гуртова торгівля, транспорт та обладнання                | Гуртова торгівля, транспорт та обладнання                |                                                          | 25%                                                      | 25%                                                      |
| Природні ресурси, сільське господарство                  | Природні ресурси, сільське господарство                  |                                                          | 18,8%                                                    | 18,8%                                                    |
| Виробництво                                              | Виробництво                                              |                                                          | 12,5%                                                    | 12,5%                                                    |

## Клімат
Середня річна температура становить 0,9°C, середня максимальна – 16,2°C, а середня мінімальна – -18,1°C. Середня річна кількість опадів – 1 050 мм.
| Клімат поселення                              | Клімат поселення | Клімат поселення | Клімат поселення | Клімат поселення | Клімат поселення | Клімат поселення | Клімат поселення | Клімат поселення | Клімат поселення | Клімат поселення | Клімат поселення | Клімат поселення | Клімат поселення |
| Показник                                      | Січ.             | Лют.             | Бер.             | Квіт.            | Трав.            | Черв.            | Лип.             | Серп.            | Вер.             | Жовт.            | Лист.            | Груд.            |                  |
| Середній максимум, °C                         | −7,63            | −6,62            | −1,46            | 4,23             | 9,26             | 14,47            | 15,55            | 16,21            | 12,84            | 7,36             | 1,70             | −4,76            |                  |
| Середня температура, °C                       | −12,89           | −11,87           | −6,72            | −1,02            | 4,00             | 9,22             | 12,45            | 13,10            | 9,72             | 4,27             | −1,4             | −7,84            |                  |
| Середній мінімум, °C                          | −18,14           | −17,12           | −11,98           | −6,27            | −1,25            | 3,96             | 9,34             | 10,02            | 6,64             | 1,16             | −4,49            | −10,95           |                  |
| Норма опадів, мм                              | 92               | 81               | 73               | 55               | 79               | 103              | 105              | 102              | 93               | 94               | 79               | 94               |                  |
| Середньомісячна швидкість вітру, м/с          | 6.54             | 6.38             | 6.38             | 5.90             | 5.17             | 4.96             | 4.57             | 4.71             | 5.41             | 5.84             | 6.29             | 6.78             |                  |
| Середньомісячна сонячна радіація, кДж/м²·день | 3426             | 6517             | 10839            | 14610            | 17125            | 18675            | 18181            | 15041            | 10739            | 6208             | 3486             | 2520             |                  |
| --------------------------------------------- | ---------------- | ---------------- | ---------------- | ---------------- | ---------------- | ---------------- | ---------------- | ---------------- | ---------------- | ---------------- | ---------------- | ---------------- | ---------------- |
| Джерело:                                      |                  |                  |                  |                  |                  |                  |                  |                  |                  |                  |                  |                  |                  |